# Шејди Гроув (округ Чероки, Оклахома)
Шејди Гроув (енгл. Shady Grove, Cherokee County) насељено је место без административног статуса у америчкој савезној држави Оклахома.

## Демографија
По попису из 2010. године број становника је 556, што је 72 (14,9%) становника више него 2000. године.
| Група             | 2000.       | 2010.       |
| Белци             | 272 (56,2%) | 271 (48,7%) |
| Афроамериканци    | 2 (0,4%)    | 0 (0,0%)    |
| Азијати           | 0 (0,0%)    | 2 (0,4%)    |
| Хиспаноамериканци | 19 (3,9%)   | 24 (4,3%)   |
| Укупно            | 484         | 556         |